# Kristin Halvorsen
Kristin Halvorsen (født 2. september 1960 i Horten) var formand for Sosialistisk Venstreparti i Norge fra 1997 til 2012. Hun var finansminister fra 2005 til 2009, hvor hun måtte vige pladsen for Sigbjørn Johnsen fra Arbeiderpartiet og selv overtage posten som undervisningsminister.